# Silba atratula
Silba atratula är en tvåvingeart som först beskrevs av Walker 1860.  Silba atratula ingår i släktet Silba och familjen stjärtflugor. Inga underarter finns listade i Catalogue of Life.